# Evangelische Kirche Wieslet

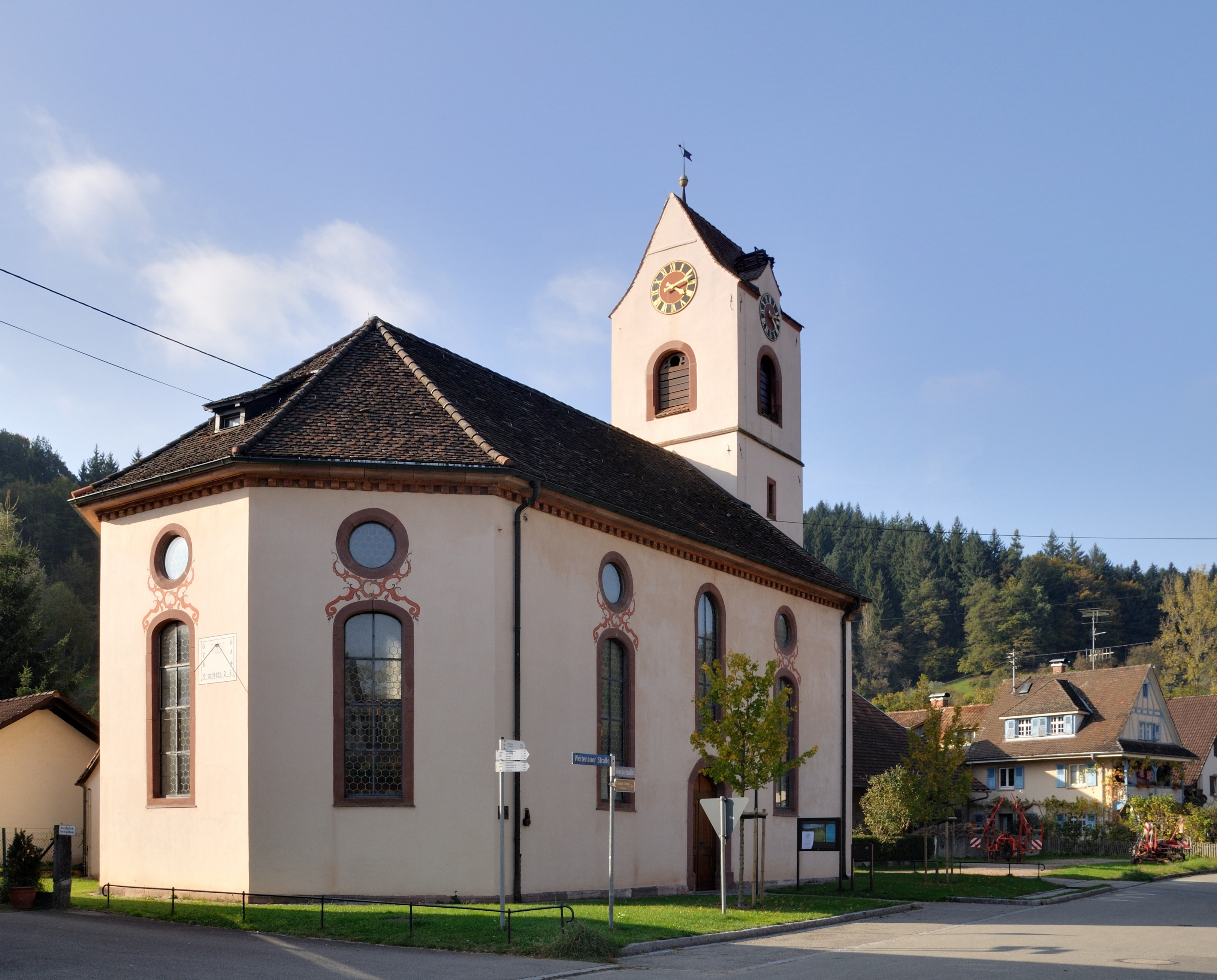
Evangelische Kirche Wieslet

Die Evangelische Kirche Wieslet im gleichnamigen Dorf Wieslet im Landkreis Lörrach wurde Mitte des 18. Jahrhunderts errichtet. Die erste Kirche im Ort existierte nachweislich bereits im 12. Jahrhundert.

## Geschichte

### Vorgeschichte
Die erste Kirche in Wieslet wurde 1137 zusammen mit der Kirche in Demberg erstmals in einem Schutzbrief des Papstes Innozenz II. erwähnt: „Witenowe die cella cum ecclesiis suis Wiselat et Tenniberc“. Die dem heiligen Adolf geweihte Kirche gehörte mindestens bis in die Jahre 1360 bis 1370 zum Kloster Weitenau.
Die kleine Kirche stand oberhalb des Dorfes auf dem Friedhof und wurde in den Jahren 1701 bis 1702 vergrößert. Trotz dieser Maßnahme blieb das Gotteshaus zu klein und musste in den folgenden Jahrzehnten mehrfach repariert werden. Die baulichen Mängel betrafen insbesondere den Kirchturm. Die zuständige Behörde, die 1749 den Plan für einen Neubau und den Kostenvoranschlag vom Landesbaumeister erhielt, genehmigte das Bauvorhaben. Da die Gefährdung, die von ihm für die Gottesdienstbesucher ausging, zu groß war, begann man mit dem Abbruch der alten Kirche, noch bevor die neue vollendet war. Das Material dieser Kirche konnte für den Neubau teilweise wieder verwendet werden.

### Heutige Kirche
Der Neubau der Wiesleter Kirche erfolgte nach Plänen des Baumeisters Anton Schrotz in den Jahren 1756 bis 1775 mitten im Dorfkern gegenüber dem Rathaus. Eingeweiht wurde das Gotteshaus am 30. Oktober 1757. Einige Jahre nach Fertigstellung entstanden Wandmalereien und der Liestaler Meister Johann Jakob Stutz fertigte an der Ostwand des Langhauses ein Kreuzigungsbild sowie ein Spruchband und Ornamente, welche die Fenster einrahmen.
In den Jahren 1847 bis 1848 wurde der Dachstuhl des Langhauses erneuert und dabei das Mauerwerk von Chor und Langhaus erhöht. Diese Maßnahme erkennt man heute an der Erhöhung des mittleren Korbbogenfensters. Über den anderen beiden Fenstern baute man kreisförmige Fenster ein. Gleichzeitig wurde die Decke mit kräftig profilierten Stuckgesims verziert, um einen barocken Eindruck zu wahren und der Chor um eine Empore ergänzt. 1897 ersetzt ein neuer Altar den bisherigen.
In den Jahren 1957 bis 1958 wurde die Kirche saniert und die halbrunden Fenster am Eingang von Jürgen Brodwolf neu gestaltet. Das nach dem Ersten Weltkrieg verschüttete Epitaph von Hans Tscherter war ursprünglich in der alten Kirche untergebracht und fand in den 1950er Jahren seinen Platz in der Turmhalle.
Eine umfangreiche Instandsetzung des gesamten Gotteshauses fand in den Jahren 1979 bis 1982 statt. Die Sakristei erhielt an der Westseite einen über ein Pultdach gedeckten Anbau. Die Orgel erhielt ihren neuen Platz über der Nordempore am Eingang. Während der Arbeiten entdeckte man am Seiteneingang an der Ostfassade eine gemalte Kreuzigungsgruppe sowie einen nur bruchstückhaft erhaltenen Bibelspruch. Er konnte rekonstruiert werden und lautet: „Wie heilig ist diese Stätte! Hie ist nichts anders, denn Gottes Haus und hie ist die Pforte des Himmels“ (1. Mose 28.17). Nach der Restaurierung konnte die Kirche am 19. September 1982 neu geweiht werden.

## Beschreibung

### Kirchenbau

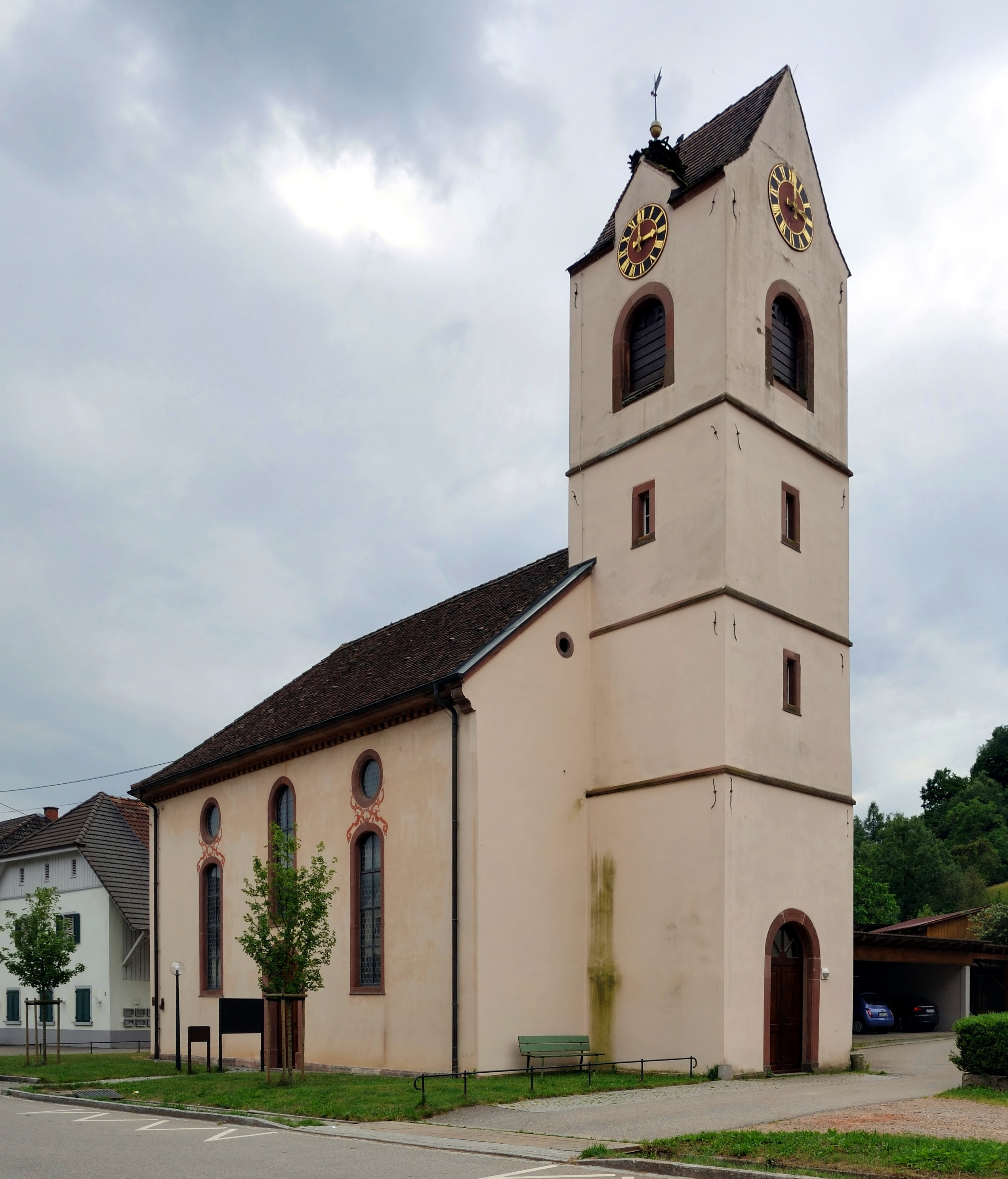
Blick von der Turmseite

Die mitten im Dorf befindliche Kirche verfügt über ein rechteckiges Langhaus, der nach Süden von einem polygonalen Chor abgeschlossen wird. Die Baukörper sind über ein Satteldach gedeckt, das über dem Chor abgewalmt ist. An den Längsseiten des Langhauses finden sich drei Fenstereinheiten, die zum Teil aus einem hohen, rundbogigen Fenster und einem niedrigeren, rundbogigen Fenster mit einem kreisförmigen darüber besteht. Die Fenstereinheiten im Chor bestehen durchgängig aus einem hohen, rundbogig abgeschlossenen und einem darüber befindlichen kreisförmigen Fenster, dessen Durchmesser der Breite des unteren entspricht.
Nach Norden ist ein dreigeschossiger Glockenturm an das Langhaus angebaut, dessen Dach ebenfalls ein Satteldach ist, welches parallel zum Langhausdach verläuft. Der Glockenturm verfügt im dritten Geschoss zu allen Seiten über rundbogige Klangarkaden und hat an den beiden Giebelseiten je ein Zifferblatt der Turmuhr.

### Innenraum und Ausstattung
Die Saalkirche ist im Inneren mit einer flachen Decke eingezogen. Über der Nord-, West- und Südwand befindet sich eine auf Säulen getragene Holzempore. Die Bestuhlung erfolgt über Einzelsitze, die beidseitig vom Mittelgang in Reihe aufgestellt sind. Im Chor befindet sich der Altarraum, der auf derselben Ebene wie das übrige Langhaus liegt. Der Altartisch in der Mitte besteht aus hellem Holz. Rechts davon befindet sich ein Taufstein, links eine Kanzel. Die Orgel befindet sich auf der Empore über dem Eingangsbereich.

### Glocken und Orgel
Das heutige dreistimmige Stahlgeläut setzt sich wie folgt zusammen:
| Name     | Schlagton | Gussjahr | Gießer          |
| Liebe    | f′        | 1949     | Bochumer Verein |
| Glaube   | as′       | 1949     | Bochumer Verein |
| Hoffnung | b′        | 1949     | Bochumer Verein |

Die erste Orgel erhielt die Wiesleter Kirche 1784. Das von Georg Marcus Stein aus Durlach erbaute Instrument verfügte über ein Manual und acht Register. Sie wurde 1848 auf die Empore gesetzt und technisch überholt. Eine Stiftung ließ die Neuanschaffung einer Orgel zu, so dass Hess und Binder in den Jahren 1927 bis 1928 ein Instrument mit pneumatischer Membranlade mit 15 Registern, auf einem Manual und Pedal fertigten.
Die heutige dritte Orgel der Kirche erbaute 1982 Peter Vier. Er verwendete das alte Prospekt von 1928. Sie verfügt über eine Schleiflade, hat wie die alte Orgel eine mechanische Spiel- und Registertraktur und ist mit einem Manual, Pedal und zehn Registern ausgestattet.